# Gare de Sénas
Gare de Sénas – stacja kolejowa w Sénas, w departamencie Delta Rodanu, w regionie Prowansja-Alpy-Lazurowe Wybrzeże, we Francji.
Jest stację Société nationale des chemins de fer français (SNCF), obsługiwaną przez pociągi TER Provence-Alpes-Côte d’Azur.

## Położenie
Stacja znajduje się na linii Awinion – Miramas, w km 44,098, na wysokości 95 m, pomiędzy stacjami Orgon i Lamanon.

## Linie kolejowe
- Awinion – Miramas